# Мементо (филм из 1967)
Мементо је југословенски филм из 1967. године. Режирао га је Димитре Османли а сценарио су написали Јован Бошковски, Ташко Георгиевски и Димитре Османли.

## Улоге
| Глумац                 | Улога           |
| ---------------------- | --------------- |
| Рената Фреискорн       | Јана            |
| Стево Жигон            | Вили Милер      |
| Драги Костовски        | Др. Марк        |
| Предраг Ћерамилац      | Гого            |
| Златко Голубовић       | Холи            |
| Петре Прличко          | Коле            |
| Нада Гешовска          | Мајката на Јана |
| Тодор Николовски       | Таткото на Јана |
| Никола Коле Ангеловски |                 |
| Мара Исаја             |                 |
| Предраг Дишљенковић    | Ставре          |
| Киро Ћортошев          | Пијаница        |
| Димитар Гешоски        |                 |

Остале улоге ▼
| Глумац                   | Улога        |
| ------------------------ | ------------ |
| Јон Исаја                |              |
| Мирјана Талевска         |              |
| Коста Џековски           |              |
| Радмила Станоевић        |              |
| Вукосава Донева          |              |
| Самоил Дуковски          |              |
| Гјоргји Робев            |              |
| Владимир Дади Ангеловски |              |
| Божо Софрониевски        | Руски официр |